# Meczet Sajjidy Zajnab
Meczet Sajjidy Zajnab (arab. ‏مَسْجِد ٱلسَّيِّدَة زَيْنَب‎, trb. masdżid as-sajjida zajnab) – meczet i sanktuarium szyickie położone w As-Sajjida Zajnab, w pobliżu Damaszku.
Według tradycji szyickiej w meczecie znajduje się grób sajjidy Zajnab – córki Alego i Fatimy oraz wnuczki proroka Mahometa.
Grobowiec jest ośrodkiem studiów religijnych syryjskich imamistów i od lat 80. XX wieku celem masowych pielgrzymek szyitów z całego świata. Szczyt odwiedzin przypada zazwyczaj na lato.
Budynek obecnego meczetu oddano do użytku w 1990 roku, a jego budowa była w dużej części sfinansowana przez rząd irański.
Meczet wielokrotnie był celem ataków fundamentalistów sunnickich, w odpowiedzi na które powstawały szyickie formacje zagranicznych ochotników, takie jak Liwa Fatemijun czy Liwa Zajnebijun, oficjalnie deklarujące jako swój główny cel ochronę świątyni.
Istnieje meczet o tej samej nazwie w egipskim Kairze, w którym według tradycji sunnickiej znajdują się szczątki Zajnab.